# La Diligence
La Diligence est la quarante-septième histoire de la série Lucky Luke par Morris (dessin) et René Goscinny (scénario). Elle est sortie en album aux éditions Dargaud en 1968, inaugurant la seconde série (dont elle est le tome 1) après celle aux éditions Dupuis.

## Univers

### Résumé
Les diligences de la Wells Fargo sont régulièrement attaquées et leur réputation de fiabilité est menacée. Aussi, la compagnie décide de démontrer la sécurité de ses transports en assurant le transport d'une cargaison d'or entre Denver (Colorado) et San Francisco (Californie), via Fort Bridger (Wyoming), Salt Lake City (Utah), Carson City (Nevada) et Sacramento (Californie). Une grande campagne de publicité est organisée autour de l'événement. Lucky Luke est chargé de veiller à la sécurité de l'or. Quelques passagers se joignent au voyage : un photographe, un joueur professionnel, un prêtre, un couple et un chercheur d'or.
Le long trajet va être émaillé de nombreuses aventures : attaques de bandits, attaque des indiens, etc. Lucky Luke devra également démasquer un traitre parmi les passagers. Finalement, le convoi atteint la côte du Pacifique mais tous auront changé durant le voyage. Lucky Luke a sympathisé avec le conducteur de la diligence. Les relations au sein du couple se sont inversées (l'homme dominé est devenu dominateur). Le joueur de poker et le chercheur d'or sont devenus des amis.
La fin de l'album met en scène l'attaque de la diligence par le bandit Black Bart.

### Personnages
Les personnages sont :
- Lucky Luke et Jolly Jumper ;
- Hank Bully, conducteur de diligence ;
- M. Oakleaf, directeur de la Wells Fargo ;
- Scat Thumbs, joueur de poker (et tricheur) ;
- Jeremiah Fallings, photographe ;
- Digger Stubble, chercheur d'or ;
- Sinclair Rawler, révérend ;
- Annabella et Oliver Flimsy, futur comptable, puis tenancier de saloon ;
- Claude Pushpull, autre joueur de poker (et tricheur) ;
- Des indiens, notamment le chef du village et l'homme médecine.

On découvre en fin d'album le personnage de Black Bart, hors-la-loi américain, né en 1829, disparu en 1888.
D'autres références parsèment l'album, notamment celles s'exprimant grâce aux caricatures de Morris. Hank Bully, le conducteur de la diligence, a les traits de Wallace Beery. De même Alfred Hitchcock apparaît sous les traits d'un barman (planche 29A, page 31). Le joueur de poker ressemble à John Carradine, acteur américain ayant d'ailleurs joué dans La Chevauchée fantastique.

### Humour
Le comique de Goscinny s'exprime de différentes manières, notamment par le recours à des gags à répétition.  
- Le gag le plus célèbre est celui du menu que les relais de la Wells Fargo servent matin, midi et soir aux passagers, systématiquement à base de patates et de lard.
- D'autres gags récurrents émaillent les pages comme les cahots. La diligence heurte régulièrement de grosses pierres dont le choc perturbe l'ordre des cartes dans les jeux de poker, faisant ainsi échouer les tentatives de triche.
- Les noms des chevaux permettent aussi au scénariste de donner libre cours à sa fantaisie.
- Les répliques de personnages comme Scat Thumbs ou Hank Bully participent également à l'humour de l'épisode.
- Notons aussi le « cérémonial » des joueurs de poker transportés sur un rail et couverts de goudron et de plumes par les autres joueurs de poker, qui se sont rendu compte qu'ils trichaient.

## Liens historiques
Goscinny et Morris sont des cinéphiles avertis. L'album s'inspire du film La Chevauchée fantastique de John Ford. Là aussi, une diligence parcourt l'Ouest avec des personnages que le voyage va profondément changer. On y retrouve tous les personnages du western fordien, sauf la prostituée.
La compagnie Wells Fargo, par son dynamisme, sut s'imposer comme la première compagnie de transport par diligence aux États-Unis. Comme précisé dans l'histoire, elle utilise des diligences de la Abbot-Downing Company (en), plus précisément des véhicules de type Concord coach (en). L'arrivée du chemin de fer rendit obsolète ce moyen de transport qui s'arrêta au début du XXe siècle. Cependant, la Wells Fargo existe toujours et est une des plus grandes banques américaines.

## Publication

### Revues
L'histoire est parue dans le journal Spirou, du no 1504 (9 février 1967) au no 1525 (6 juillet 1967).

### Album
Éditions Dargaud, no 1, 1968.
Morris était mécontent des albums Dupuis, brochés, dont il estimait qu'ils ne rendaient pas suffisamment hommage à son héros. Après en avoir discuté avec Goscinny, il se tourne vers l'éditeur d'Astérix.
Un sondage réalisé en 2009 par le site officiel des éditions Lucky Comics a montré que cet album était le préféré des amateurs de la série.[réf. souhaitée]

## Adaptation
Cet album a été adapté dans la série animée Lucky Luke, diffusée pour la première fois en 1984 où le chien Rantanplan apparaît dans cet épisode. Hank est réapparu d'une manière brève dans l'épisode "Ma Dalton".
Hank Bully apparaît dans le film Lucky Luke (2009) de James Huth. Contrairement à son rôle de cow-boy rustre dans la bande dessinée, il travaille comme gardien du fourgon de prisonniers.